# Луїджі Мастранджело
Луїджі Мастранджело  (італ. Luigi Mastrangelo; нар. 17 серпня 1975) — італійський волейболіст, олімпійський медаліст.

## Виступи на Олімпіадах
| Олімпіада   | Дисципліна | Місце |
| ----------- | ---------- | ----- |
| Сідней 2000 | волейбол   | 3     |
| Афіни 2004  | волейбол   | 2     |
| Пекін 2008  | волейбол   | 4     |
| Лондон 2012 | волейбол   | 3     |